# Charles de Waha
Pour les articles homonymes, voir Waha (homonymie).
Charles de Waha, né le 27 août 1888 à Troisvierges (Luxembourg) et mort le 13 juillet 1918, est un médecin et homme politique luxembourgeois.

## Biographie

### Activités professionnelles
Le baron Charles de Waha est un médecin généraliste, chirurgien et spécialiste des accouchements dans la ville allemande de Erfurt.

### Carrière politique
Du 25 octobre 1905 au 3 mars 1915, Charles de Waha est directeur général — soit l'équivalent de ministre de nos jours — des Travaux publics dans le gouvernement dirigé par Paul Eyschen,.
Charles de Waha est nommé conseiller d’État, le 3 mars 1915, fonction venue à terme le 24 novembre 1916.

## Décoration
- Commandeur de l'ordre de la Couronne de chêne (promotion 1912, Luxembourg)